# Associazione Calcio Bellinzona 2011-2012
Questa voce raccoglie le informazioni riguardanti l'Associazione Calcio Bellinzona nelle competizioni ufficiali della stagione 2011-2012.

## Stagione
Nella stagione 2011-2012 il Bellinzona, allenato da Martin Andermatt, concluse il campionato di Challenge League al 3º posto. In Coppa Svizzera il Bellinzona fu eliminato agli ottavi di finale dal Losanna.

## Rosa
| N. |                      | Ruolo | Calciatore            |
| -- | -------------------- | ----- | --------------------- |
| 1  | Svizzera (bandiera)  | P     | Swen König            |
| 2  | Argentina (bandiera) | D     | Guillermo Pfund       |
| 3  | Kosovo (bandiera)    | D     | Norbert Frrokaj       |
| 4  | Svizzera (bandiera)  | D     | Siqueira Barras       |
| 6  | Rep. Ceca (bandiera) | D     | Pavel Pergl           |
| 7  | Italia (bandiera)    | D     | Angelo Raso           |
| 8  | Svizzera (bandiera)  | C     | Gürkan Sermeter       |
| 10 | Italia (bandiera)    | C     | Andrea Conti          |
| 11 | Svizzera (bandiera)  | A     | Alessandro Ciarrocchi |
| 12 | Argentina (bandiera) | A     | Agustín Vuletich      |
| 13 | Svizzera (bandiera)  | C     | Gianluca D'Angelo     |
| 14 | Svizzera (bandiera)  | D     | Christophe Lambert    |
| 15 | Svizzera (bandiera)  | C     | Hakan Yakın           |
| 16 | Svizzera (bandiera)  | C     | Antonio Marchesano    |

| N. |                      | Ruolo | Calciatore         |
| -- | -------------------- | ----- | ------------------ |
| 17 | Finlandia (bandiera) | C     | Sakari Mattila     |
| 18 | Svizzera (bandiera)  | P     | René Borkovic      |
| 19 | Uruguay (bandiera)   | D     | Enzo Ruiz          |
| 20 | Germania (bandiera)  | A     | Alessandro Riedle  |
| 21 | Svizzera (bandiera)  | C     | George Ivanishvili |
| 22 | Svizzera (bandiera)  | C     | Dragan Mihajlović  |
| 23 | Germania (bandiera)  | C     | Markus Neumayr     |
| 25 | Argentina (bandiera) | A     | Gastón Magnetti    |
| 26 | Svizzera (bandiera)  | C     | Roberto Rodríguez  |
| 27 | Svizzera (bandiera)  | D     | Lukas Schenkel     |
| 28 | Svizzera (bandiera)  | C     | Branko Banković    |
| 29 | Svizzera (bandiera)  | P     | Giorgio Kurz       |
| 30 | Svizzera (bandiera)  | C     | Mirko Facchinetti  |
| 31 | Svizzera (bandiera)  | D     | Jonas Elmer        |

## Organigramma societario
Area tecnica
- Allenatore: Martin Andermatt
- Allenatore in seconda: Alex Weiss
- Preparatore dei portieri: Gianluca Riommi
- Preparatori atletici:

## Calciomercato

### Sessione estiva
| Acquisti | Acquisti           | Acquisti        | Acquisti |
| R.       | Nome               | da              | Modalità |
| -------- | ------------------ | --------------- | -------- |
| C        | Roberto Rodríguez  | Wil             |          |
| P        | Giorgio Kurz       | Young Boys II   |          |
| P        | René Borkovic      | Zurigo          |          |
| C        | Gianluca D'Angelo  | Sciaffusa       |          |
| C        | Mirko Facchinetti  | Locarno         |          |
| D        | Norbert Frrokaj    | Rapperswil-Jona |          |
| C        | George Ivanishvili | Sciaffusa       |          |
| P        | Swen König         | Grasshoppers    |          |
| D        | Christophe Lambert | Lucerna         |          |
| C        | Antonio Marchesano | Locarno         |          |
| C        | Markus Neumayr     | Thun            |          |
| A        | Alessandro Riedle  | Grasshoppers    |          |
| D        | Enzo Ruiz          | Grasshoppers    |          |
| D        | Lukas Schenkel     | San Gallo       |          |

| Cessioni | Cessioni          | Cessioni        | Cessioni |
| R.       | Nome              | a               | Modalità |
| -------- | ----------------- | --------------- | -------- |
| C        | Frank Feltscher   | Grasshoppers    |          |
| D        | Iacopo La Rocca   | Grasshoppers    |          |
| D        | Ildefons Lima     | Triestina       |          |
| A        | Mauro Lustrinelli | Thun            |          |
| C        | Hemza Mihoubi     | Losone Sportiva |          |
| D        | Dino Najdoski     | Rabotnički      |          |
| C        | Manuel Rivera     | Chiasso         |          |
| C        | Ville Taulo       | Taranto         |          |
| D        | Jérôme Thiesson   | Lucerna         |          |

### Sessione invernale
| Acquisti | Acquisti         | Acquisti        | Acquisti |
| R.       | Nome             | da              | Modalità |
| -------- | ---------------- | --------------- | -------- |
| D        | Jonas Elmer      | Sion            |          |
| A        | Agustín Vuletich | Vélez Sarsfield |          |
| A        | Gastón Magnetti  | Chiasso         |          |
| C        | Hakan Yakın      | Lucerna         |          |

| Cessioni | Cessioni | Cessioni | Cessioni |
| R.       | Nome     | a        | Modalità |
| -------- | -------- | -------- | -------- |

## Risultati

### Challenge League

#### andata
| Arbitro: | Jaccottet |

|             |           |                    |
| Lambert 45’ | Marcatori | 7’, 26’ Szlykowicz |

| Arbitro: | Erlachner |

|            |           |                                 |
| Hyseni 17’ | Marcatori | 57’ Neumayr 60’, 72’ Ciarrocchi |

| Arbitro: | Hänni |

|  |           |                                         |
|  | Marcatori | 5’ Ciarrocchi 52’ Riedle 76’ Marchesano |

| Arbitro: | Graf |

|  |           |             |
|  | Marcatori | 5’ Ngamukol |

| Arbitro: | Amhof |

|            |           |                                       |
| Simani 85’ | Marcatori | 20’, 81’ Sermeter 50’, 57’ Ciarrocchi |

| Arbitro: | Carrell |

|                                                          |           |                 |
| Ivanishvili 4’, 61’ Neumayr 28’ (rig.), 76’ Sermeter 37’ | Marcatori | 42’, 63’ Safari |

| Arbitro: | Jaccottet |

|                |           |  |
| Ciarrocchi 45’ | Marcatori |  |

| Arbitro: | Graf |

|  |           |               |
|  | Marcatori | 78’ Rodríguez |

| Arbitro: | Jancevski |

|                           |           |  |
| Ciarrocchi 29’ Riedle 80’ | Marcatori |  |

| Arbitro: | Amhof |

|            |           |                                       |
| Luongo 45’ | Marcatori | 63’ Ivanishvili 71’ (rig.) Mihajlović |

| Arbitro: | Pache |

|  |           |           |
|  | Marcatori | 19’ Gashi |

| Arbitro: | Studer |

|                         |           |  |
| Bonanni 63’ Bottani 84’ | Marcatori |  |

| Arbitro: | Wermelinger |

|                            |           |             |
| Mattila 36’ Ciarrocchi 76’ | Marcatori | 32’ Merenda |

| Arbitro: | Klossner |

|              |           |  |
| Tarchini 80’ | Marcatori |  |

| Arbitro: | Zimmermann |

|  |           |             |
|  | Marcatori | 82’ Lehmann |

#### ritorno
| Bienne 7 marzo 2012, ore 19:00 CET 16ª giornata | Bienne    | 0 – 0 referto | Bellinzona | Gurzelen (1 106 spett.)\| Arbitro: \| Jancevski \| |
| Arbitro:                                        | Jancevski |               |            |                                                    |

| Arbitro: | Erlachner |

|                             |           |  |
| Sermeter 36’ Ciarrocchi 74’ | Marcatori |  |

| Arbitro: | Wermelinger |

|                            |           |  |
| Mattila 38’ Ciarrocchi 83’ | Marcatori |  |

| Arbitro: | Klossner |

|              |           |              |
| Lombardi 90’ | Marcatori | 84’ Sermeter |

| Arbitro: | Gremaud |

|              |           |  |
| Sereinig 58’ | Marcatori |  |

| Arbitro: | Carrell |

|                           |           |  |
| Riedle 10’ Ciarrocchi 29’ | Marcatori |  |

| Arbitro: | Jancevski |

|  |           |                |
|  | Marcatori | 51’ Marchesano |

| Arbitro: | Pache |

|                      |           |                               |
| Ioniță 50’ Garat 71’ | Marcatori | 65’, 88’ Yakın 86’ Ciarrocchi |

| Bellinzona 14 aprile 2012, ore 18:30 CEST 24ª giornata | Bellinzona | 0 – 0 referto | Chiasso | Stadio comunale (2 500 spett.)\| Arbitro: \| Jaccottet \| |
| Arbitro:                                               | Jaccottet  |               |         |                                                           |

| Arbitro: | Wermelinger |

|                     |           |              |
| Scarione 22’ (rig.) | Marcatori | 27’ Magnetti |

| Arbitro: | Pache |

|                                       |           |             |
| Magnetti 32’ Marchesano 54’ Yakın 65’ | Marcatori | 73’ Steiger |

| Arbitro: | Gremaud |

|                                |           |  |
| Lambert 44’ Neumayr 53’ (rig.) | Marcatori |  |

| Vaduz 13 maggio 2012, ore 16:00 CEST 28ª giornata | Vaduz      | 0 – 0 referto | Bellinzona | Rheinpark (1 748 spett.)\| Arbitro: \| Zimmermann \| |
| Arbitro:                                          | Zimmermann |               |            |                                                      |

| Arbitro: | Carrell |

|          |           |                                                |
| Ochs 75’ | Marcatori | 12’ (rig.) Yakın 42’ Marchesano 78’ Ciarrocchi |

| Arbitro: | Gremaud |

|                                                             |           |  |
| Marchesano 15’ Ciarrocchi 23’ Yakın 76’, 90’ Mihajlović 87’ | Marcatori |  |

### Coppa Svizzera
| 18 settembre 2011, ore 15:30 CEST Primo turno | FC Gumefens/Sorens | 1 – 3 | Bellinzona |  |

| 15 ottobre 2011, ore 19:00 CEST Secondo turno | Malley | 0 – 1 | Bellinzona |  |

| 26 novembre 2011, ore 17:30 CET Ottavi di finale | Bellinzona | 0 – 4 | Losanna |  |

## Statistiche

### Statistiche di squadra
| Competizione     | Punti | In casa | In casa | In casa | In casa | In casa | In casa | In trasferta | In trasferta | In trasferta | In trasferta | In trasferta | In trasferta | Totale | Totale | Totale | Totale | Totale | Totale | DR  |
| Competizione     | Punti | G       | V       | N       | P       | Gf      | Gs      | G            | V            | N            | P            | Gf           | Gs           | G      | V      | N      | P      | Gf     | Gs     | DR  |
| ---------------- | ----- | ------- | ------- | ------- | ------- | ------- | ------- | ------------ | ------------ | ------------ | ------------ | ------------ | ------------ | ------ | ------ | ------ | ------ | ------ | ------ | --- |
| Challenge League | 59    | 15      | 10      | 1       | 4       | 27      | 9       | 15           | 8            | 4            | 3            | 22           | 12           | 30     | 18     | 5      | 7      | 49     | 21     | +28 |
| Coppa Svizzera   | -     | 1       | 0       | 0       | 1       | 0       | 4       | 2            | 2            | 0            | 0            | 4            | 1            | 3      | 2      | 0      | 1      | 4      | 5      | -1  |
| Totale           | 59    | 16      | 10      | 1       | 5       | 27      | 13      | 17           | 10           | 4            | 3            | 26           | 13           | 33     | 20     | 5      | 8      | 53     | 26     | +27 |

### Andamento in campionato
| Giornata  | 1  | 2 | 3 | 4 | 5 | 6 | 7 | 8 | 9 | 10 | 11 | 12 | 13 | 14 | 15 | 16 | 17 | 18 | 19 | 20 | 21 | 22 | 23 | 24 | 25 | 26 | 27 | 28 | 29 | 30 |
| --------- | -- | - | - | - | - | - | - | - | - | -- | -- | -- | -- | -- | -- | -- | -- | -- | -- | -- | -- | -- | -- | -- | -- | -- | -- | -- | -- | -- |
| Luogo     | C  | T | T | C | T | C | C | T | C | T  | C  | T  | C  | T  | C  | T  | C  | C  | T  | T  | C  | T  | T  | C  | T  | C  | C  | T  | T  | C  |
| Risultato | P  | V | V | P | V | V | V | V | V | V  | P  | P  | V  | P  | P  | N  | V  | V  | N  | P  | V  | V  | V  | N  | N  | V  | V  | N  | V  | V  |
| Posizione | 11 | 7 | 4 | 8 | 5 | 3 | 2 | 2 | 2 | 2  | 2  | 2  | 2  | 2  | 2  | 2  | 2  | 2  | 2  | 3  | 3  | 2  | 2  | 2  | 4  | 2  | 2  | 3  | 3  | 3  |

Legenda:

Luogo: C = Casa; T = Trasferta. Risultato: V = Vittoria; N = Pareggio; P = Sconfitta.

### Statistiche dei giocatori
| Giocatore       | Barrage Super League | Barrage Super League | Barrage Super League | Barrage Super League | Challenge League | Challenge League | Challenge League | Challenge League | Totale   | Totale | Totale      | Totale     |
| Giocatore       | Presenze             | Reti                 | Ammonizioni          | Espulsioni           | Presenze         | Reti             | Ammonizioni      | Espulsioni       | Presenze | Reti   | Ammonizioni | Espulsioni |
| --------------- | -------------------- | -------------------- | -------------------- | -------------------- | ---------------- | ---------------- | ---------------- | ---------------- | -------- | ------ | ----------- | ---------- |
| B. Banković     | 0                    | 0                    | 0                    | 0                    | 13               | 0                | 1                | 0                | 13       | 0      | 1           | 0          |
| S. Barras       | 0                    | 0                    | 0                    | 0                    | 0                | 0                | 0                | 0                | 0        | 0      | 0           | 0          |
| R. Borkovic     | 0                    | 0                    | 0                    | 0                    | 0                | 0                | 0                | 0                | 0        | 0      | 0           | 0          |
| A. Ciarrocchi   | 1                    | 0                    | 0                    | 0                    | 29               | 14               | 5                | 1                | 30       | 14     | 5           | 1          |
| A. Conti        | 2                    | 0                    | 0                    | 0                    | 6                | 0                | 0                | 0                | 8        | 0      | 0           | 0          |
| G. D'Angelo     | 0                    | 0                    | 0                    | 0                    | 22               | 0                | 10               | 0                | 22       | 0      | 10          | 0          |
| A. Diana        | 2                    | 0                    | 1                    | 0                    | 0                | 0                | 0                | 0                | 2        | 0      | 1           | 0          |
| D. Diarra       | 1                    | 0                    | 1                    | 0                    | 0                | 0                | 0                | 0                | 1        | 0      | 1           | 0          |
| C. Djiami       | 0                    | 0                    | 0                    | 0                    | 0                | 0                | 0                | 0                | 0        | 0      | 0           | 0          |
| M. Edusei       | 1                    | 0                    | 0                    | 1                    | 0                | 0                | 0                | 0                | 1        | 0      | 0           | 1          |
| J. Elmer        | 0                    | 0                    | 0                    | 0                    | 12               | 0                | 2                | 0                | 12       | 0      | 2           | 0          |
| M. Facchinetti  | 0                    | 0                    | 0                    | 0                    | 2                | 0                | 0                | 0                | 2        | 0      | 0           | 0          |
| F. Feltscher    | 2                    | 0                    | 1                    | 0                    | 0                | 0                | 0                | 0                | 2        | 0      | 1           | 0          |
| N. Frrokaj      | 0                    | 0                    | 0                    | 0                    | 2                | 0                | 1                | 0                | 2        | 0      | 1           | 0          |
| M. Gritti       | 0                    | 0                    | 0                    | 0                    | 0                | 0                | 0                | 0                | 0        | 0      | 0           | 0          |
| G. Ivanishvili  | 0                    | 0                    | 0                    | 0                    | 17               | 3                | 0                | 0                | 17       | 3      | 0           | 0          |
| A. Konan        | 1                    | 0                    | 0                    | 0                    | 0                | 0                | 0                | 0                | 1        | 0      | 0           | 0          |
| G. Kurz         | 0                    | 0                    | 0                    | 0                    | 0                | 0                | 0                | 0                | 0        | 0      | 0           | 0          |
| S. König        | 0                    | 0                    | 0                    | 0                    | 30               | 0                | 0                | 0                | 30       | 0      | 0           | 0          |
| C. Lambert      | 0                    | 0                    | 0                    | 0                    | 29               | 2                | 3                | 0                | 29       | 2      | 3           | 0          |
| I. Lima         | 0                    | 0                    | 0                    | 0                    | 0                | 0                | 0                | 0                | 0        | 0      | 0           | 0          |
| M. Lustrinelli  | 2                    | 1                    | 0                    | 0                    | 0                | 0                | 0                | 0                | 2        | 1      | 0           | 0          |
| G. Magnetti     | 0                    | 0                    | 0                    | 0                    | 14               | 2                | 0                | 0                | 14       | 2      | 0           | 0          |
| A. Mangiarratti | 2                    | 0                    | 1                    | 0                    | 1                | 0                | 1                | 0                | 3        | 0      | 2           | 0          |
| A. Marchesano   | 0                    | 0                    | 0                    | 0                    | 23               | 5                | 2                | 0                | 23       | 5      | 2           | 0          |
| S. Mattila      | 2                    | 0                    | 1                    | 0                    | 17               | 2                | 5                | 0                | 19       | 2      | 6           | 0          |
| D. Mihajlović   | 1                    | 0                    | 0                    | 0                    | 19               | 2                | 2                | 0                | 20       | 2      | 2           | 0          |
| H. Mihoubi      | 0                    | 0                    | 0                    | 0                    | 0                | 0                | 0                | 0                | 0        | 0      | 0           | 0          |
| M. Neumayr      | 0                    | 0                    | 0                    | 0                    | 24               | 4                | 5                | 0                | 24       | 4      | 5           | 0          |
| P. Pergl        | 2                    | 1                    | 1                    | 0                    | 23               | 0                | 3                | 0                | 25       | 1      | 4           | 0          |
| G. Pfund        | 0                    | 0                    | 0                    | 0                    | 9                | 0                | 2                | 0                | 9        | 0      | 2           | 0          |
| A. Raso         | 1                    | 0                    | 0                    | 0                    | 17               | 0                | 2                | 0                | 18       | 0      | 2           | 0          |
| A. Riedle       | 0                    | 0                    | 0                    | 0                    | 24               | 3                | 1                | 0                | 24       | 3      | 1           | 0          |
| M. Rivera       | 0                    | 0                    | 0                    | 0                    | 0                | 0                | 0                | 0                | 0        | 0      | 0           | 0          |
| I. Rocca        | 2                    | 0                    | 0                    | 0                    | 0                | 0                | 0                | 0                | 2        | 0      | 0           | 0          |
| R. Rodríguez    | 0                    | 0                    | 0                    | 0                    | 7                | 1                | 0                | 0                | 7        | 1      | 0           | 0          |
| E. Ruiz         | 0                    | 0                    | 0                    | 0                    | 10               | 0                | 0                | 0                | 10       | 0      | 0           | 0          |
| L. Schenkel     | 0                    | 0                    | 0                    | 0                    | 29               | 0                | 3                | 0                | 29       | 0      | 3           | 0          |
| G. Sermeter     | 2                    | 0                    | 0                    | 1                    | 25               | 5                | 3                | 0                | 27       | 5      | 3           | 1          |
| D. Sugar        | 0                    | 0                    | 0                    | 0                    | 0                | 0                | 0                | 0                | 0        | 0      | 0           | 0          |
| V. Taulo        | 0                    | 0                    | 0                    | 0                    | 0                | 0                | 0                | 0                | 0        | 0      | 0           | 0          |
| J. Thiesson     | 2                    | 0                    | 1                    | 0                    | 0                | 0                | 0                | 0                | 2        | 0      | 1           | 0          |
| A. Vuletich     | 0                    | 0                    | 0                    | 0                    | 2                | 0                | 0                | 0                | 2        | 0      | 0           | 0          |
| A. Wahab        | 0                    | 0                    | 0                    | 0                    | 0                | 0                | 0                | 0                | 0        | 0      | 0           | 0          |
| H. Yakın        | 0                    | 0                    | 0                    | 0                    | 14               | 6                | 3                | 0                | 14       | 6      | 3           | 0          |
| C. Zotti        | 2                    | 0                    | 0                    | 0                    | 0                | 0                | 0                | 0                | 2        | 0      | 0           | 0          |